# I Wan’na Be Like You (The Monkey Song)
«I Wan’na Be Like You (The Monkey Song)» — песня, написанная братьями Шерман, из диснеевского мультфильма 1967 года «Книга джунглей». Исполнена Луи Примой в роли короля Луи, Филом Харрисом в роли Балу и Брюсом Рейтерманом в роли Маугли.
Русский перевод песни был сделан Петром Климовым в 2007 году на студии «Пифагор», дублировавшей мультфильм для его проката в России. Исполнителями выступили Дмитрий Назаров, Дмитрий Череватенко и Олег Анофриев.

## Записывающая команда
- Луи Прима — вокал, труба
- Фил Харрис — вокал
- Брюс Рейтерман — вокал

## Версия Робби Уильямса
Кавер-версию на песню записал певец Робби Уильямс при участии Олли Мерса из его десятого альбома «Swing Both Ways».

### Недельные чарты
| Чарт (2013)                 | Высшая позиция |
| --------------------------- | -------------- |
| Австрия (Ö3 Austria Top 40) | 55             |
| Германия (GfK)              | 85             |
| Ирландия (IRMA)             | 64             |